# Ross Martin
Ross Martin (22 de marzo de 1920 - 3 de julio de 1981) fue un actor estadounidense nominado al Premio Emmy y conocido por su papel de Artemus Gordon en la serie televisiva western The Wild Wild West, protagonizada junto a Robert Conrad, y por el de Andamo en Mr. Lucky, con John Vivyan.

## Biografía
Su verdadero nombre era Martin Rosenblatt, y nació en Gródek, Polonia, en el seno de una familia de origen judío. Se crio en el Lower East Side de la ciudad de Nueva York. Antes de aprender el inglés, ya hablaba Yidis, polaco y ruso, aprendiendo posteriormente francés, español e italiano.
A pesar de sus estudios académicos sobre economía y derecho, Martin escogió dedicarse a la interpretación. Su debut como actor teatral en el circuito de Broadway tuvo lugar con la obra Hazel Flagg en 1953. En televisión participó en tres ocasiones en el show de la NBC The Big Story, una en 1954 y dos en 1956. Su primera actuación para el cine tuvo lugar en la producción de George Pal Conquest of Space, tras la cual hizo una breve, aunque memorable, intervención en The Colossus of New York (1958), interpretando al padre de Charles Herbert. En 1959 Martin actuó en el episodio Echo de la serie televisiva Alcoa Presents: One Step Beyond. Poco después, Blake Edwards le eligió para interpretar diversos papeles, uno en la serie televisiva Mr. Lucky, otro en el film Chantaje contra una mujer y, por encima de todos, el del villano Barón Rolfe Von Stuppe en La carrera del siglo.
Tras su actuación en La carrera del siglo, CBS le eligió para el que iba a ser su más famoso papel, el del agente del Servicio Secreto de los Estados Unidos Artemus Gordon en la serie The Wild Wild West, en la cual actuó junto a Robert Conrad, anteriormente protagonista del show detectivesco de la ABC, Intriga en Hawái. El personaje de Martin, un maestro de los artilugios y de los disfraces, encajaba a la perfección con el actor, el cual creaba la mayor parte de los disfraces utilizados en el show. Martin fue nominado a un Premio Emmy por su trabajo en la tercera y cuarta temporadas de The Wild Wild West (1967-68).
En 1967 se casó con Olavee Grindrod y adoptó sus dos hijos, aunque ya tenía una hija de su primer matrimonio. Al año siguiente sufrió un grave infarto agudo de miocardio, que forzó a que The Wild Wild West le reemplazara temporalmente con otros actores, entre ellos Charles Aidman, William Schallert y Alan Hale, Jr. (la serie se canceló un año después). 
Además de las interpretaciones anteriores, Martin fue artista invitado en varios programas televisivos entre las décadas de 1950 y 1970s, entre ellos Honestly, Celeste!, Sheriff of Cochise, Wonder Woman, Sanford and Son, Columbo, The Twilight Zone, Alcoa Presents: One Step Beyond, The Law and Mr. Jones, Galería Nocturna, Mork & Mindy, Hawaii Five-O, Quark, Los ángeles de Charlie. También dio voz al Agente 000 en la serie de animación The Robonic Stooges e intervino en el concurso Your First Impression.
En 1973 Martin protagonizó el telefilm The Return of Charlie Chan, en el papel del famoso detective asiático Charlie Chan. Aunque la producción tuvo una buena audiencia, más que suficiente para iniciar una serie con regularidad, la intensa presión por parte de grupos de actores asiáticos, los cuales protestaban por el hecho de que un occidental interpretara a un personaje oriental, hizo que el proyecto se cancelara.
Martin retomó el papel de Artemus Gordon en un par de telefilmes de Wild, Wild West rodados en 1979 y 1980, reuniéndose con su antiguo compañero Conrad. Las películas tuvieron éxito, y hubo planes de reiniciar Wild Wild West como serie, pero Martin falleció en Ramona (California) mientras jugaba al tenis el 3 de julio de 1981, a causa de un infarto agudo de miocardio. Tenía 61 años de edad. Fue enterrado en el Cementerio Mount Sinai Memorial Park de Los Ángeles, California.